# Босик Іван
Бо́сик Іва́н (*невідомо — †невідомо) — український козак, реставратор. Проживав у містечку Смілому, Роменського повіту. Відновив в 1817 році П'ятницьку церкву в Смілому, яка збудована у 1718 році.